# Dnopherula callosa
Dnopherula callosa är en insektsart som beskrevs av Karsch 1896. Dnopherula callosa ingår i släktet Dnopherula och familjen gräshoppor. Inga underarter finns listade i Catalogue of Life.